# Альдегидокислоты
Альдеги́докисло́ты — органические гетеротрофные соединения, в молекулах которых содержится как альдегидная, так и карбоксильная группы.
Общая формула соединений: {\displaystyle {\mathsf {COH\!\!-\!\!R\!\!-\!\!COOH}}}

## Номенклатура
Названия альдегидокислот строятся на основе соответствующих карбоновых кислот с указанием расположения альдегидной группы, но также популярны и тривиальные названия кислот.
Гомологический ряд альдегидокислот начинается с глиоксиловой кислоты (систематическое название которой «2-оксоэтановая кислота»).

## Химические свойства
Химические свойства алльдегидокислот определяются их строением. Так, этим соединениям присущи все свойства, характерные альдегидам (присоединение синильной кислоты, реакция «серебряного зеркала» и т.д.) и карбоновым кислотам (образование солей, сложных эфиров).

## Получение
Для получения альдегидокислот можно применить множество химических реакций, при помощи которых либо в карбоксильное соединение вводится карбонильная группа, либо наоборот — в соединение с альдегидной группой вводится карбоксильная группа.
Так, одним из методов синтеза альдегидокислот является окисление гликолей:
{\displaystyle {\mathsf {HO\!\!-\!\!CH_{2}\!\!-\!\!CH_{2}\!\!-\!\!OH}}\ {\stackrel {[O]}{\longrightarrow }}\ {\mathsf {H\!\!-\!\!C(O)\!\!-\!\!C(O)\!\!-\!\!OH}}}